# Fontana del Tullio

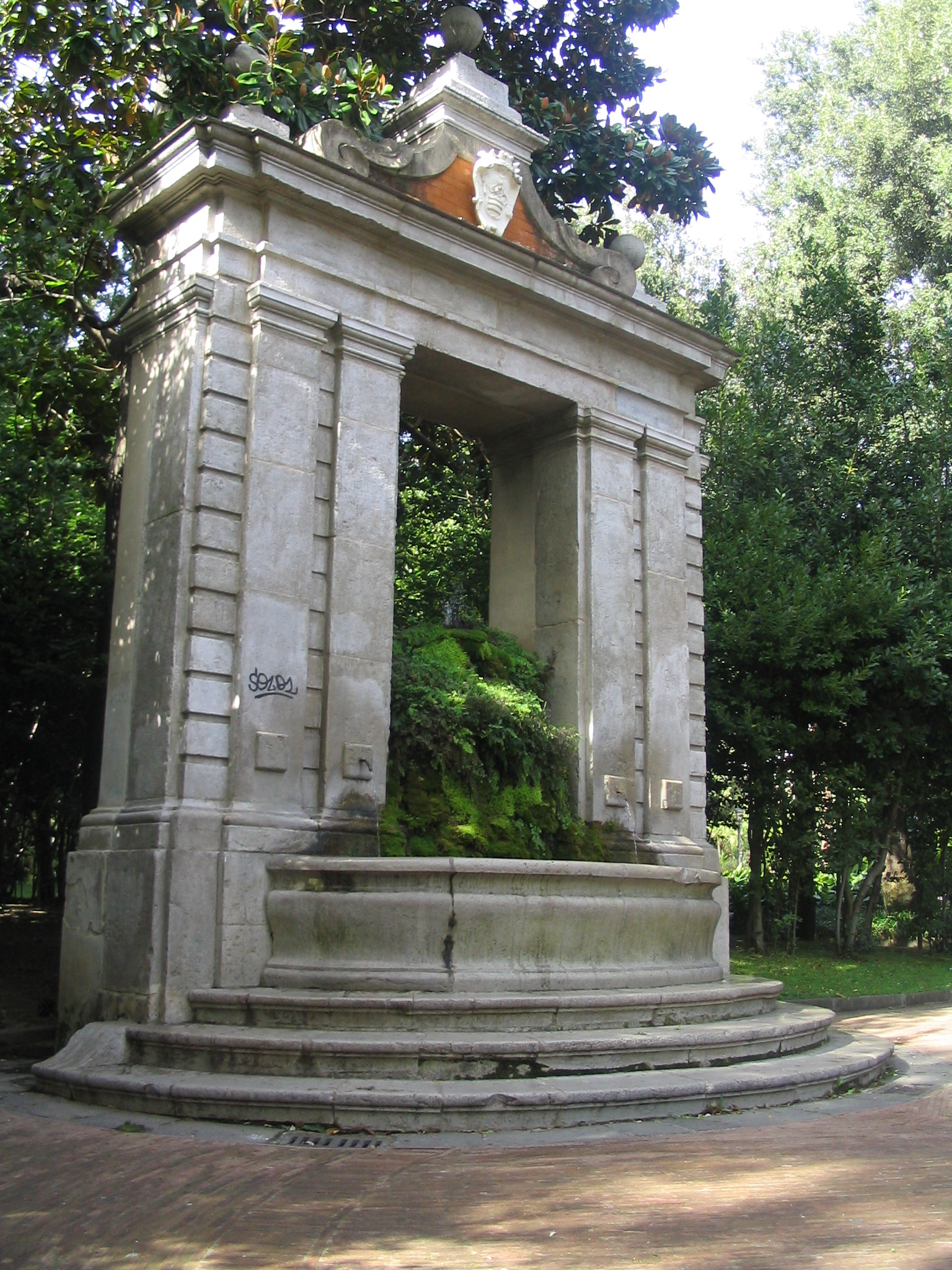
Fontana del Tullio

La fontana del Tullio (detta anche fontana di Esculapio) è una fontana di Salerno. Creata nel 1790, si trova nei giardini della Villa comunale.

## Caratteristiche
Nel 1790 la fontana era stata collocata in prossimità del lungomare di Salerno, presso la porta occidentale (ora scomparsa) della città. Venne spostata all'inizio dell'Ottocento verso la spiaggia "Santa Teresa" della città. La sua posizione attuale risulta traslata di poche decine di metri rispetto a quella originaria ottocentesca.
Durante l'occupazione francese di Salerno il terreno dove sorge l'attuale fontana del Tullio fu utilizzato come piazza d'armi: secondo una certa tradizione, pare che la fontana sia stata donata a Gioacchino Murat in occasione del suo compleanno. Subito dopo l'Unità d'Italia, il sindaco Luciani volle abbellire Salerno, creando i giardini comunali intorno alla fontana del Tullio.
La fontana è in barocco, ed in un primo tempo ospitava nella nicchia centrale un busto di Esculapio, poi sostituito nell'Ottocento da un putto. Successivamente nel 1980 rimase danneggiata dal terremoto (e privata del piccolo putto a seguito di un furto vandalico), ma successivamente è stata restaurata.
Attualmente -assieme alla quasi vicina Fontana dei pesci- viene considerata una delle fontane caratteristiche dell'antica Salerno, oltre ad alcune fontane secondarie nei palazzi nobiliari cittadini.